# Chuca
Chuca (Jacarilla, 1997. június 10. –) spanyol labdarúgó, a Racing Ferrol középpályása kölcsönben a lengyel Miedź Legnica csapatától.

## Pályafutása
Chuca a spanyolországi Jacarilla községben született. Az ifjúsági pályafutását a Roda csapatában kezdte, majd a Villarreal akadémiájánál folytatta.
2016-ban mutatkozott be a Villarreal tartalék, majd 2017-ben az első osztályban szereplő felnőtt csapatában. Először a 2017. szeptember 10-ei, Real Betis ellen 3–1-re megnyert mérkőzés 84. percében, Manu Triguerost váltva lépett pályára. A 2018–19-es szezon első felében a másodosztályú Elche csapatát erősítette kölcsönben. 2019-ben a lengyel első osztályban érdekelt Wisła Krakówhoz igazolt. 2019. augusztus 5-én, a Górnik Zabrze ellen 1–0-ra megnyert bajnokin debütált és egyben meg is szerezte első gólját a klub színeiben.
2021. augusztus 27-én kétéves szerződést kötött a Miedź Legnica együttesével. Először a 2021. szeptember 3-ai, Korona Kielce ellen 0–0-ás döntetlennel zárult mérkőzés 67. percében, Kamil Zapolnik cseréjeként lépett pályára. Első gólját 2021. október 1-jén, a Podbeskidzie ellen 4–2-re megnyert találkozón szerezte meg. A 2023–24-es idényben a spanyol Racing Ferrolnál szerepelt kölcsönben.

## Statisztikák
2023. május 14. szerint
| Klub               | Szezon   | Osztály          | Bajnokság | Bajnokság | Kupa és Ligakupa | Kupa és Ligakupa | Nemzetközi | Nemzetközi | Összesen | Összesen |
| Klub               | Szezon   | Osztály          | Meccs     | Gól       | Meccs            | Gól              | Meccs      | Gól        | Meccs    | Gól      |
| ------------------ | -------- | ---------------- | --------- | --------- | ---------------- | ---------------- | ---------- | ---------- | -------- | -------- |
| Villarreal         | 2017–18  | La Liga          | 4         | 0         | 1                | 0                | 2          | 0          | 7        | 0        |
| Elche (kölcsönben) | 2018–19  | Segunda División | 6         | 0         | 1                | 0                | —          | —          | 7        | 0        |
| Wisła Kraków       | 2019–20  | Ekstraklasa      | 25        | 2         | 0                | 0                | —          | —          | 25       | 2        |
| Wisła Kraków       | 2020–21  | Ekstraklasa      | 13        | 3         | 1                | 1                | —          | —          | 14       | 4        |
| Wisła Kraków       | Összesen | Összesen         | 38        | 5         | 1                | 1                | 0          | 0          | 39       | 6        |
| Miedź Legnica      | 2021–22  | I Liga           | 23        | 5         | 1                | 0                | —          | —          | 24       | 5        |
| Miedź Legnica      | 2022–23  | Ekstraklasa      | 30        | 6         | 1                | 0                | —          | —          | 31       | 6        |
| Miedź Legnica      | Összesen | Összesen         | 53        | 11        | 2                | 0                | 0          | 0          | 55       | 11       |
| Összesen           | Összesen | Összesen         | 101       | 16        | 5                | 1                | 2          | 0          | 108      | 17       |

## Sikerei, díjai
Miedź Legnica
- I Liga
  - Győztes (1): 2021–22